# Pêche au quiver
Pour les articles homonymes, voir Pêche.
 (novembre 2015).
Si vous disposez d'ouvrages ou d'articles de référence ou si vous connaissez des sites web de qualité traitant du thème abordé ici, merci de compléter l'article en donnant les références utiles à sa vérifiabilité et en les liant à la section « Notes et références ».
La pêche au quiver ou quiver-tip est une technique de pêche qui utilise le scion de la canne pour détecter les touches des poissons. La touche est perçu par le pêcheur sur la berge alors que le poisson mord à l'hameçon en pleine eau. On assimile très souvent la pêche au quiver-tip à la pêche au feeder. Le feeder est une cage (en plastique, fer...) qui sert à amorcer le coup. Cet accessoire permet de pratiquer une pêche précise et dynamique des poissons blanc au quiver-tip.

Dans cette cage, on incorpore de l'amorce qui travaillera sur le fond. En fonction de la cage, on peut aussi ajouter des appâts pour augmenter les résultats. Il existe différents types de cages.

Cette technique est aussi appelée pêche à la plombée, pêche à l'amorçoir ou encore pêche au feeder.

Cette pêche ne demande pas beaucoup de matériel mais il est spécifique à cette pêche. La canne à pêche utilisée est une canne à emmanchement appelle "canne feeder". Au bout de cette canne on place des scions de sensibilité variable dont la pointe est teinté fluo pour mieux percevoir les touches. C'est le bout de la canne qui indique quand il y a une touche et la ligne ne possède pas de flotteur.

Cette technique de pêche permet de pêcher loin de la berge, dans le courantt de toujours pêsurole nd.